# Georg Krämer (Jurist)
Georg Krämer (* 25. August 1872 in Berlin; † 1. November 1942 im Ghetto Theresienstadt) war ein deutscher Jurist und Verfolgter im Nationalsozialismus.

## Leben
Georg Krämer wurde als Sohn des Kaufmanns Gustav Krämer und dessen Frau Franziska Krämer geb. Mendel geboren, beide Eltern waren Juden. Er wuchs in Berlin auf, wo er das Friedrich-Werdersche-Gymnasium besuchte. Nach dem Abitur 1891 studierte er Jura an den Universitäten in Berlin, Heidelberg und München. Als Student konvertierte er zum evangelischen Glauben. 1894 legte Krämer das erste Staatsexamen mit Prädikat ab, anschließend promovierte er. Nach dem zweiten Staatsexamen 1899 war er zunächst in den Staatsanwaltschaften von Frankfurt an der Oder, Memel und Essen tätig. In Essen wurde er 1903 zum Staatsanwalt ernannt. 1907 heiratete er dort Anna Johanna Goldschmidt, die Tochter des jüdischen Chemie-Industriellen Anton Goldschmidt aus Düsseldorf. Auch sie war ein paar Jahre zuvor zum evangelischen Glauben konvertiert. Der Ehe entstammten zwei Söhne, der 1908 geborene, spätere US-Geostratege Fritz G. A. Kraemer und der 1911 geborene Wilhelm. Im Jahr 1911 wurde Krämer Abteilungsvorsteher bei der Staatsanwaltschaft Essen, 1913 wurde er zum Staatsanwaltschaftsrat befördert. Seine Ehe zerbrach, 1914 erfolgte die Scheidung. Seine geschiedene Frau zog daraufhin mit den beiden Söhnen nach Diethardt bei Nastätten im Taunus.
Bei Ausbruch des Ersten Weltkrieges 1914 meldete sich Krämer, damals bereits 42 Jahre alt, freiwillig zum Kriegsdienst. Er wurde als Rittmeister und nach Beförderung als Major eingesetzt, 1919 schied er aus dem Militär aus. Krämer kam zur Staatsanwaltschaft in Hagen und wurde wieder als Staatsanwaltschaftsrat tätig. 1920 wurde er zum Ersten Staatsanwalt befördert. Um in der Nähe seiner geschiedenen Familie zu sein, bemühte er sich lange um eine Versetzung nach Koblenz, schließlich wurde er 1931 als Erster Staatsanwalt nach Koblenz versetzt. Zu der Zeit wohnte seine geschiedene Frau in Wiesbaden, sein älterer Sohn war nach einem Studium der Rechtswissenschaften als Referendar in Frankfurt am Main tätig und sein jüngerer Sohn studierte Medizin in Bonn.

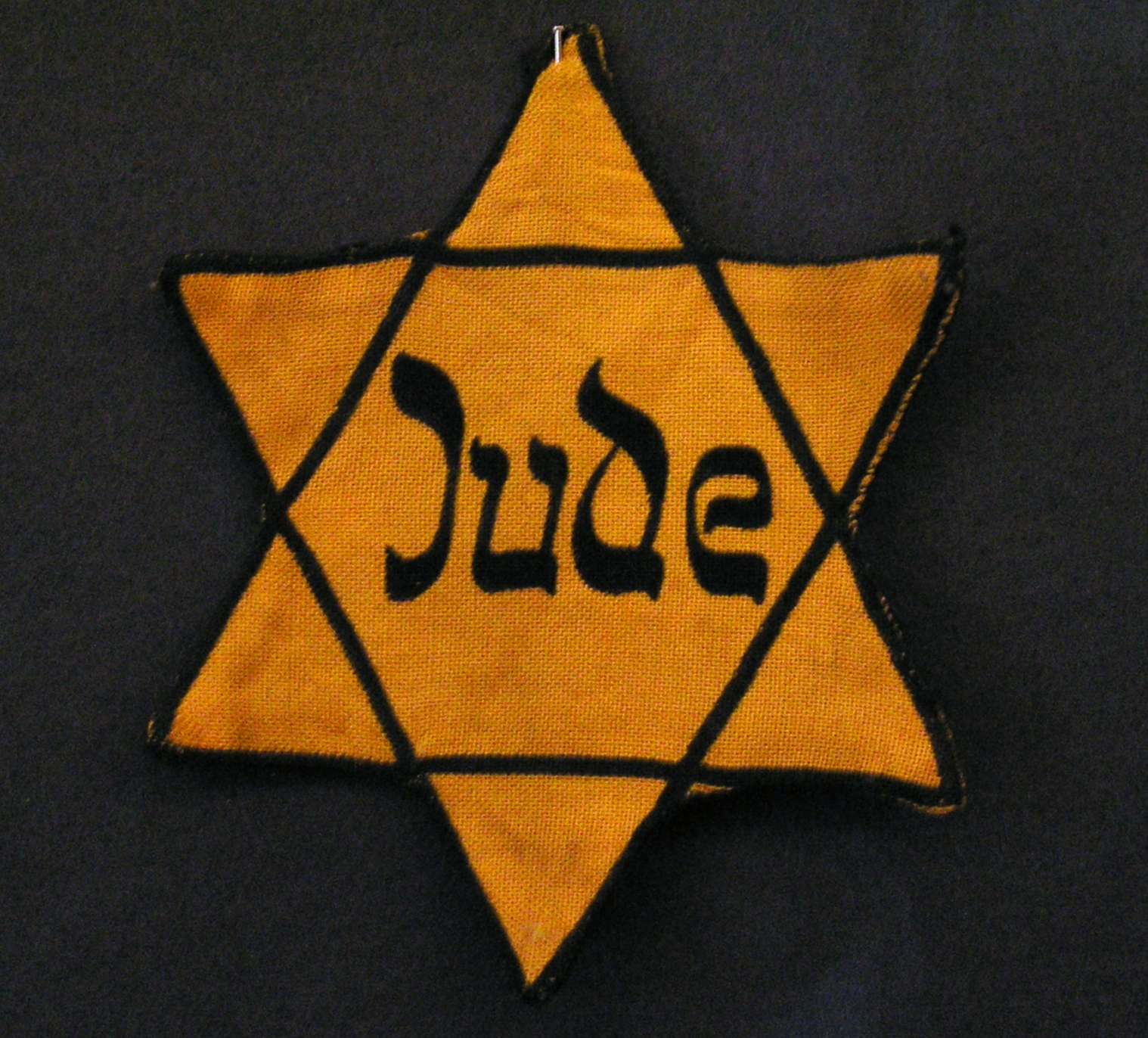
Der sogenannte Judenstern, den Georg Krämer ab September 1941 tragen musste

Als Anfang 1933 in Deutschland die Zeit des Nationalsozialismus aufkam, war der in Koblenz tätige Krämer der einzige Staatsanwalt jüdischer Herkunft im Bezirk des Oberlandesgerichts Köln. Nur wenige Wochen nach der „Machtergreifung“ der Nationalsozialisten wurde Krämer am 1. April 1933 im Zuge des sogenannten Judenboykotts vom Dienst bis auf weiteres beurlaubt, woraufhin er einen Nervenzusammenbruch erlitt. Er konnte dann jedoch nicht gemäß dem Gesetz zur Wiederherstellung des Berufsbeamtentums vom 7. April 1933 entlassen werden, sondern musste einige Monate später infolge des sogenannten Frontkämpferprivilegs als ehemaliger Soldat wieder bei der Staatsanwaltschaft in Koblenz eingestellt werden. Noch Ende 1934 bescheinigte ihm der Koblenzer Oberstaatsanwalt: „In charakterlicher Hinsicht ist seine Gerechtigkeitsliebe hervorzuheben.“ Aufgrund der Nürnberger Rassengesetze wurde Krämer wegen seiner jüdischen Herkunft dann Ende 1935 endgültig aus dem Dienst entfernt.
Wegen eines Verstoßes gegen die ihm ab September 1941 auferlegte Pflicht, den sogenannten Judenstern an seiner Kleidung zu tragen, wurde er Anfang 1942 von der Koblenzer Gestapo festgenommen und kam für mehrere Wochen in sogenannte „Schutzhaft“. Am 25. April 1942 musste er seine bisherige Wohnung verlassen und in ein sogenanntes Judenhaus ziehen. Nach weiteren Schikanen wurde er am 27. Juli 1942 zusammen mit 78 anderen Juden aus Koblenz und Umgebung zunächst nach Köln und von dort am folgenden Tag weiter in das Konzentrationslager Theresienstadt deportiert.
Georg Krämer wurde im Alter von 70 Jahren am 1. November 1942 im KZ Theresienstadt von den Nationalsozialisten ermordet. Die genauen Umstände seines Todes sind unbekannt. Die erhaltene „Todesfallanzeige“ des Ghettos, dessen Original sich im tschechischen Nationalarchiv in Prag befindet, gibt als Todesursache „Marasmus – Altersschwäche“ an, wobei Marasmus (Auszehrung) ein Hinweis auf Unterernährung als eigentliche Todesursache  ist.

## Aufarbeitung und Gedenken

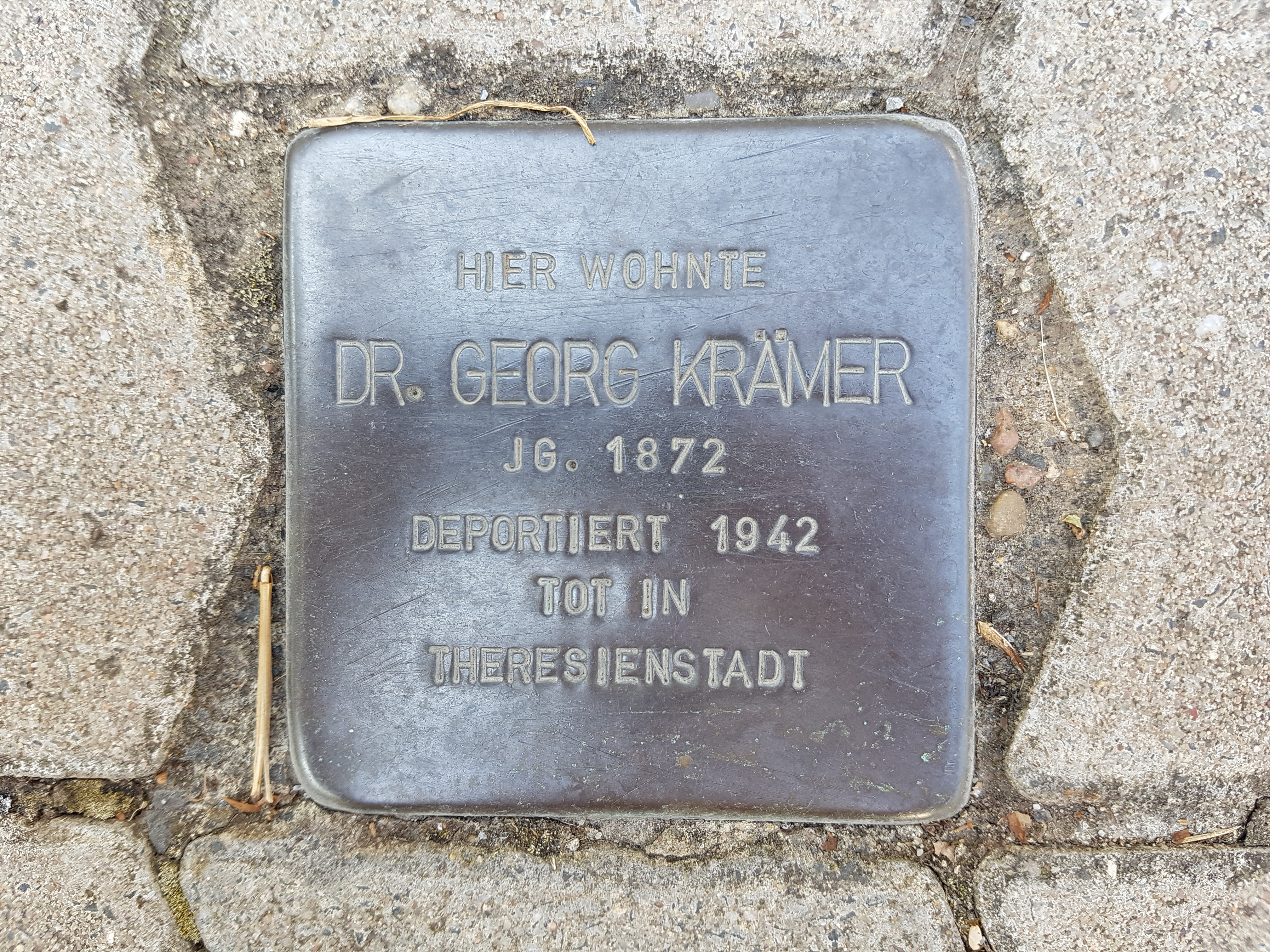
Stolperstein für Georg Krämer in Koblenz

Das Schicksal von Georg Krämer war Thema historischer Aufarbeitung und Forschung und fand u. a. Aufnahme in die Dokumentation von NS-Opfern beim Koblenzer Förderverein Mahnmal für die Opfer des Nationalsozialismus in Koblenz e. V. (Mahnmal Koblenz), der u. a. auch verschiedene Ausstellungsprojekte betreibt und auf dessen Initiative hin 2001 das Mahnmal für die Opfer des Nationalsozialismus in Koblenz errichtet wurde. Das Schicksal von Georg Krämer wird in der Dauerausstellung Opfer des Nationalsozialismus aus Koblenz und Umgebung in verschiedenen, wechselnden Themenbereichen jeweils mit dargestellt.
Zum Gedenken an Georg Krämer verlegte der Künstler Gunter Demnig im August 2011 im Rahmen seines gleichnamigen Erinnerungsprojektes und unter Beteiligung der Stadt Koblenz und des Fördervereins Mahnmal Koblenz einen „Stolperstein“ vor Krämers ehemaliger Wohnung in der Bismarckstraße 6b in Koblenz.
Georg Krämers Schicksal wird u. a. in zwei verschiedenen englischsprachigen Sachbüchern, die sich in Gänze oder zum Teil mit dem Leben seines 1933 zunächst nach Italien und später über Großbritannien in die USA emigrierten Sohnes Fritz G. A. Kraemer und dessen Wirken als bedeutender US-Geostratege beschäftigen, teils ausführlich mit behandelt. Der US-amerikanische Ökonom Peter F. Drucker befasst sich in seiner 1998/1999 erschienenen Autobiografie Adventures of a Bystander in einem eigenen Kapitel mit Fritz Kraemer und behandelt darin auch das Schicksal dessen Vaters Georg Krämer. Die Biografie True Keeper of the Holy Flame. The Legacy of Pentagon Strategist and Mentor Dr Fritz Kraemer des deutschen Politologen und Juristen Hubertus Hoffmann, die 2012 in zweiter Auflage herauskam, befasst sich mit dem Geostrategen und Mentor von Hoffmann, Fritz Kraemer; dessen Familie und Vater Georg Krämer ist in der Neuauflage ein eigenes Kapitel gewidmet.
In der Ausstellung Dr. Georg Krämer (1872–1942) und andere jüdische Koblenzer Juristen, die vom Förderverein Mahnmal Koblenz erarbeitet wurde und seit Mitte April 2013, in Kooperation mit mehreren Koblenzer Justizbehörden, im Neuen Justizzentrum in Koblenz gezeigt wird, wird in Form einer Gedenkausstellung an das Schicksal von Georg Krämer und von acht weiteren jüdischen Koblenzer Juristen erinnert, die Opfer des NS-Regimes wurden. Die Ausstellungsobjekte sind als Wanderausstellung konzipiert und sollen zukünftig in weiteren Orten in Deutschland gezeigt werden.